# Agrostis contracta
Agrostis contracta é uma espécie de gramínea do gênero Agrostis, pertencente à família Poaceae.